# 美麗第一
美麗第一（英語：Beauty Waves，來港前稱），是一匹在愛爾蘭和香港出賽的賽駒，來港後先後由韋達、伍鵬志、告東尼訓練。

## 簡介
週歲價為58,000歐元的「美麗第一」起初以愛爾蘭為基地，由Patrick J Flynn訓練，曾出賽2次，獲1冠。其後，「美麗第一」被運來香港服役，加盟韋達馬房。
2024年2月5日，「美麗第一」從韋達馬房轉投伍鵬志馬房。
2024年3月27日，「美麗第一」打開其在港的勝利之門。
2024年10月1日，巴度策騎「美麗第一」勝出國際三級賽國慶盃。賽後，巴度說道：「賽前我信心不俗，此駒是一匹好馬，上仗僅負於另一匹實力出眾的對手蹄下。雖然馬兒今次縮程上陣，但我並不擔心。牠擁有一定級數，本身速度亦高。馬兒起步非常順利，但我不想牠全程在馬群前方逆風競跑。我嘗試為牠創造有利條件，牠本身具實力，而且今仗負輕磅（115磅），這兩點當屬今賽的勝負分野。」練馬師伍鵬志說道：「馬兒每仗表現均有進步。上仗我們與一匹良駒（『嘉應高昇』）同場對撼，牠仍能跑獲亞軍，今日牠的陣上演出確實無可挑剔。且看牠賽後的評分升幅如何。」
不過，「美麗第一」其後再上陣八次，亦只能取得兩次季軍，2025年6月6日轉投告東尼。
2025年6月28日，巴度策騎「美麗第一」勝出第一班盃賽皮亞士紀念挑戰盃。

## 同父馬
曾於香港服役出賽並曾勝出大賽的同父馬包括：
- 加州星球：曾勝出G1 香港一哩錦標（2022）、G1 女皇銀禧紀念盃（2024）、G1 阿喬斯短途錦標（2024）、G2 沙田錦標（2022、2023）、G2 主席錦標（2023）、G3 慶典盃（2022）、四歲系列賽香港經典盃（2022）
- 永遠美麗：曾勝出G1 冠軍一哩賽（2024）、G2 馬會一哩錦標（2023）、G3 獅子山錦標（2023）、G3 精英盃（2023）

## 在港勝出賽事全紀錄
| 比賽日期   | 賽事名稱                 | 賽事班次 | 賽道 | 賽事路程 | 比賽馬場   | 名次 | 完成時間 | 騎師 |
| ---------- | ------------------------ | -------- | ---- | -------- | ---------- | ---- | -------- | ---- |
| 27/03/2024 | 鶴園讓賽                 | 第三班   | 草地 | 1000米   | 跑馬地馬場 | 1    | 0:56.88  | 潘頓 |
| 24/04/2024 | 濟州讓賽                 | 第三班   | 草地 | 1000米   | 跑馬地馬場 | 1    | 0:56.62  | 潘頓 |
| 14/07/2024 | 時尚風采讓賽             | 第二班   | 草地 | 1200米   | 沙田馬場   | 1    | 1:08.01  | 巴度 |
| 01/10/2024 | 國慶盃（讓賽）           | G3       | 草地 | 1000米   | 沙田馬場   | 1    | 0:55.72  | 巴度 |
| 28/06/2025 | 皮亞士紀念挑戰盃（讓賽） | 1        | 草地 | 1000米   | 沙田馬場   | 1    | 0:55.67  | 巴度 |

## 在港一級賽出賽全紀錄
| 比賽日期   | 賽事名稱         | 賽事班次 | 賽道 | 賽事路程 | 比賽馬場 | 名次 | 完成時間 | 騎師   |
| ---------- | ---------------- | -------- | ---- | -------- | -------- | ---- | -------- | ------ |
| 08/12/2024 | 浪琴香港短途錦標 | G1       | 草地 | 1200米   | 沙田馬場 | 6    | 1:08.76  | 巴度   |
| 19/01/2025 | 百週年紀念短途盃 | G1       | 草地 | 1200米   | 沙田馬場 | 7    | 1:08.49  | 薛恩   |
| 27/04/2025 | 主席短途獎       | G1       | 草地 | 1200米   | 沙田馬場 | 10   | 1:09.38  | 艾兆禮 |

## 外部連結
- . 2024-10-01  [2024-10-01]. （原始内容存档于2024-10-01）.